# Terrano
Terrano ist eine Rotweinsorte, die ähnlich wie Refosco dal Peduncolo Rosso eine Varietät der Sorte Refosco ist. In der italienischen Region Friaul-Julisch Venetien wird daraus im dortigen DOC-Bereich Carso (Karst) der Terrano del Carso und in der Emilia-Romagna der Cagnina di Romagna gekeltert. In Slowenien wird aus ihr im Anbaugebiet Kras (Karst) nördlich von Triest der Rotwein Kras Teran PTP (früher Kraski Teran genannt) und in Kroatien auf der Halbinsel Istrien der Teran erzeugt.
Die Varietät entwickelte sich auf den Karstböden der Region in Kombination mit den am Mittelmeer häufig zu sehenden Terra-rossa-Böden. Die Sorte erbringt fruchtige Weine von einer tief dunkelroten Farbe, die im Friaul deshalb auch Sangue del Carso (Carser Blut) heißen. Im slowenischen Istrien wird die Sorte Refošk, auf dem slowenischen Karst und in Kroatien hingegen Teran genannt. Diese namentliche Unterscheidung ist durchaus bedeutend, da der Karst vollere Weine hervorbringt als das Küstenland.
Siehe auch die Artikel Weinbau in Italien, Weinbau in Kroatien und Weinbau in Slowenien sowie die Liste von Rebsorten.

## Synonyme
Die Rebsorte Terrano ist auch unter folgenden Namen bekannt: Cagnina, Crnina, Crodarina, Dolcedo Blau, Galet, Gallizio, Gallizza, Grosse Syrah, Istarski Teran, Istranin, Istranyun, Istrijanac, Istrijanka, Kraski Teran, Lambrusco dal Peduncolo Rosso, Magnacan, Rabiosa Nera, Rafosk, Refasco, Reffosco, Refosca, Refoschino, Refosco, Refosco Blauer, Refosco d’Istria, Refosco dal Pedunculo Rosso, Refosco del Carso, Refosco del Carso a Peduncolo e Raspo Verdete, Refosco del Pedunculo Rosso, Refosco di Rauscedo, Refosco Magnacan, Refosco Rauscedo, Refosco Rotondo, Refosco Terrano, Refoscone Nero, Refosk, Refosk Istarski, Refosko, Rifosco, Rifoshk Debeli, Taran, Taranac, Tarin, Teran, Teran Black, Teran Blauer, Teran Cagnina, Teran Crni, Teran Crvene Peteljcice, Teran Noir, Terano, Teranovka, Terant, Terin, Terran, Terran Noir, Terran Tcherny, Terrana, Terrano a Raspo Bianco, Terrano A Raspo Rosso, Terrano a Raspo Verde, Terrano D'istria, Terrano Del Carso, Terrano Mezzano, Terrano Nero, Terruna, Terrura.

## Namensstreit
Die Verwendung der Bezeichnung Teran ist Gegenstand einer schwebenden Auseinandersetzung Sloweniens und Kroatiens vor der EU-Kommission.

## Fotos

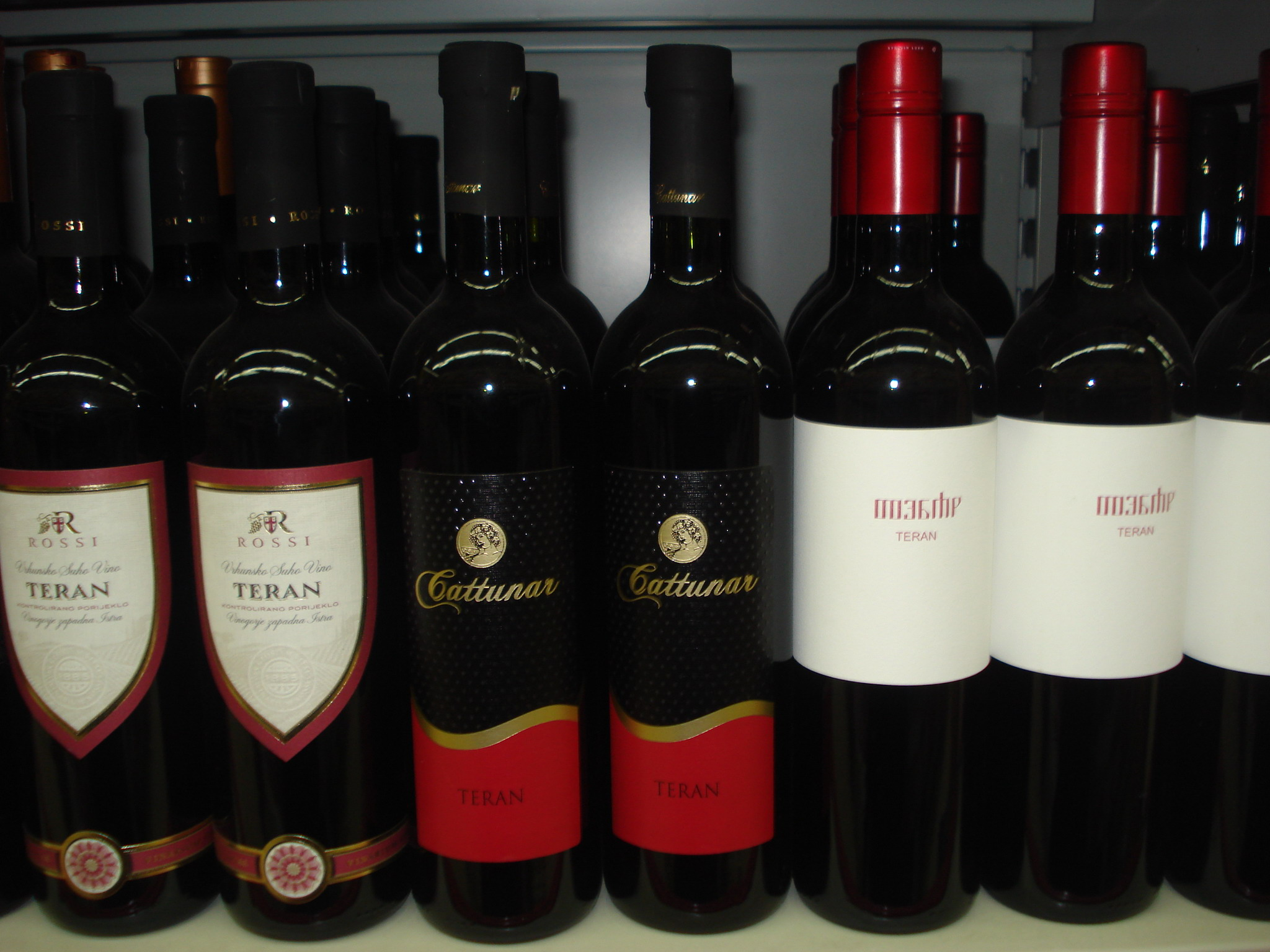
Teran verschiedener Hersteller aus Istrien
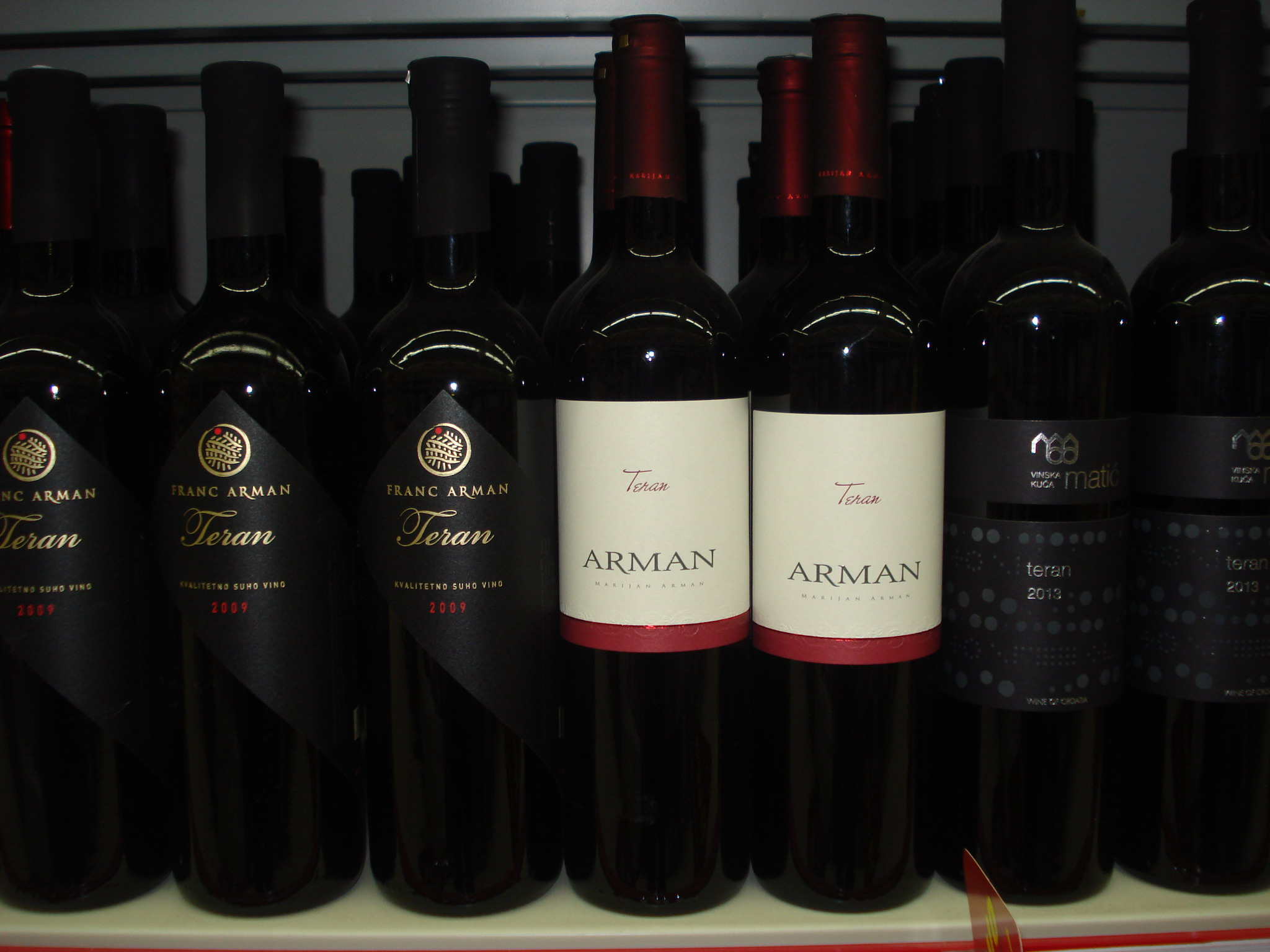
Einige Flaschen Teran aus Istrien im Geschäft
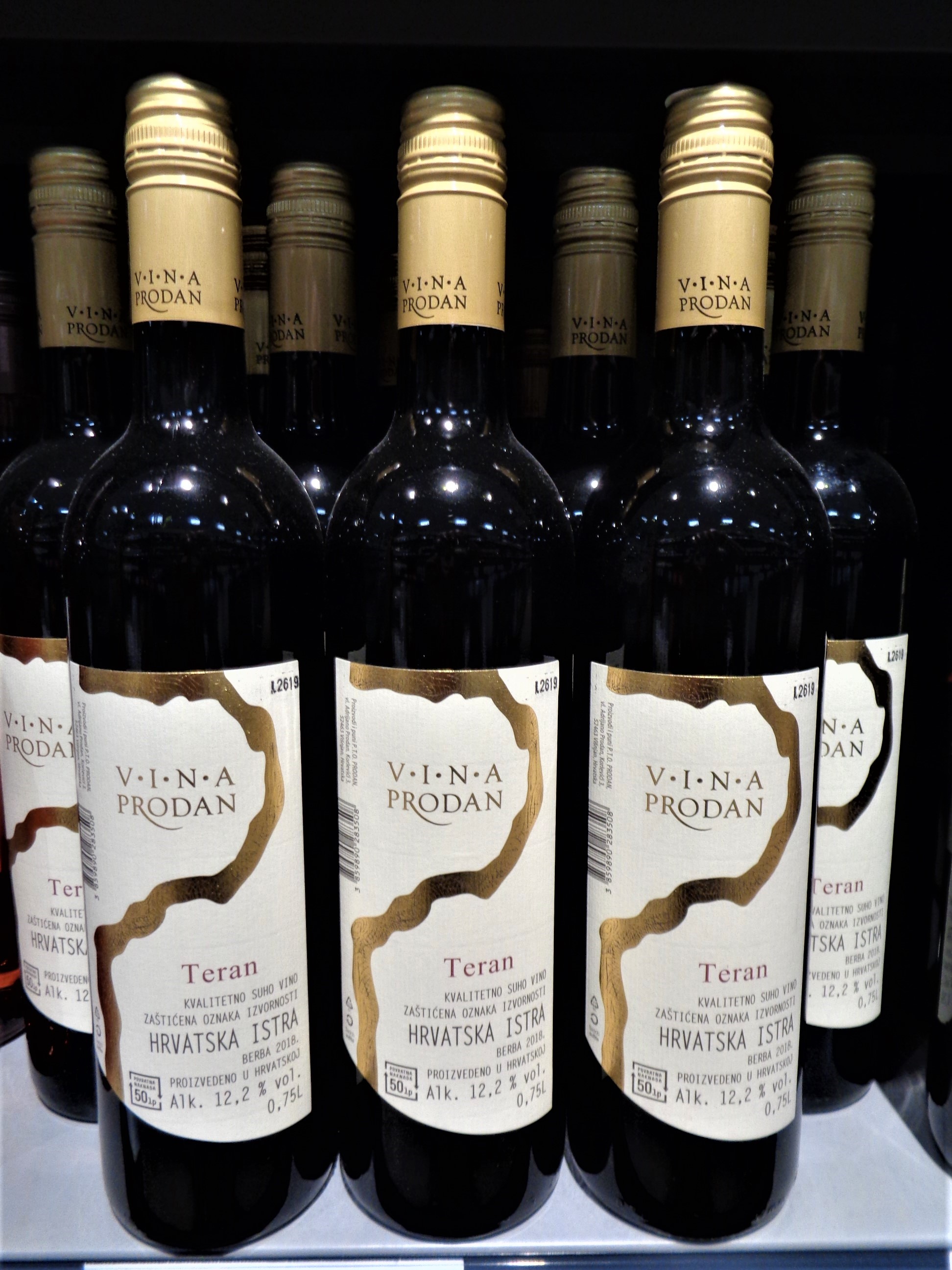
Teran eines Herstellers aus Višnjan, Westistrien